# Барбудо вогнистоголовий
Барбудо вогнистоголовий (Trachyphonus erythrocephalus) — вид дятлоподібних птахів родини лібійних (Lybiidae).

## Поширення
Вид поширений в Східній Африці (в Сомалі, Ефіопії, Південному Судані, Уганді, Кенії і Танзанії).

## Спосіб життя
Мешкає в савані. Вид уникає як дуже відкритих територій, так і ділянок густої лісистості. Трапляється групами з 4-5 птахів. Живиться комахами, фруктами, яйцями, іноді полює на гризунів. Гнізда облаштовує в термітниках. Також може використовувати стіни занедбаних колодязів та старих будівель. Кладка складається з чотирьох-шести яєць.

## Підвиди
- T. e. shelleyi Hartlaub, 1886 – східна Ефіопія та Сомалі
- T. e. versicolor Hartlaub, 1882 –  Південний Судан, південь Ефіопії, північ Кенії та північний схід Уганди
- T. e. erythrocephalus Cabanis, 1878 – центральна Кенія та північ Танзанії